# Červená Voda (Tschechien)
Červená Voda (deutsch Mährisch Rothwasser) ist eine Gemeinde in Tschechien. Sie liegt 19 Kilometer nordwestlich von Šumperk und gehört zum Okres Ústí nad Orlicí.

## Geographie

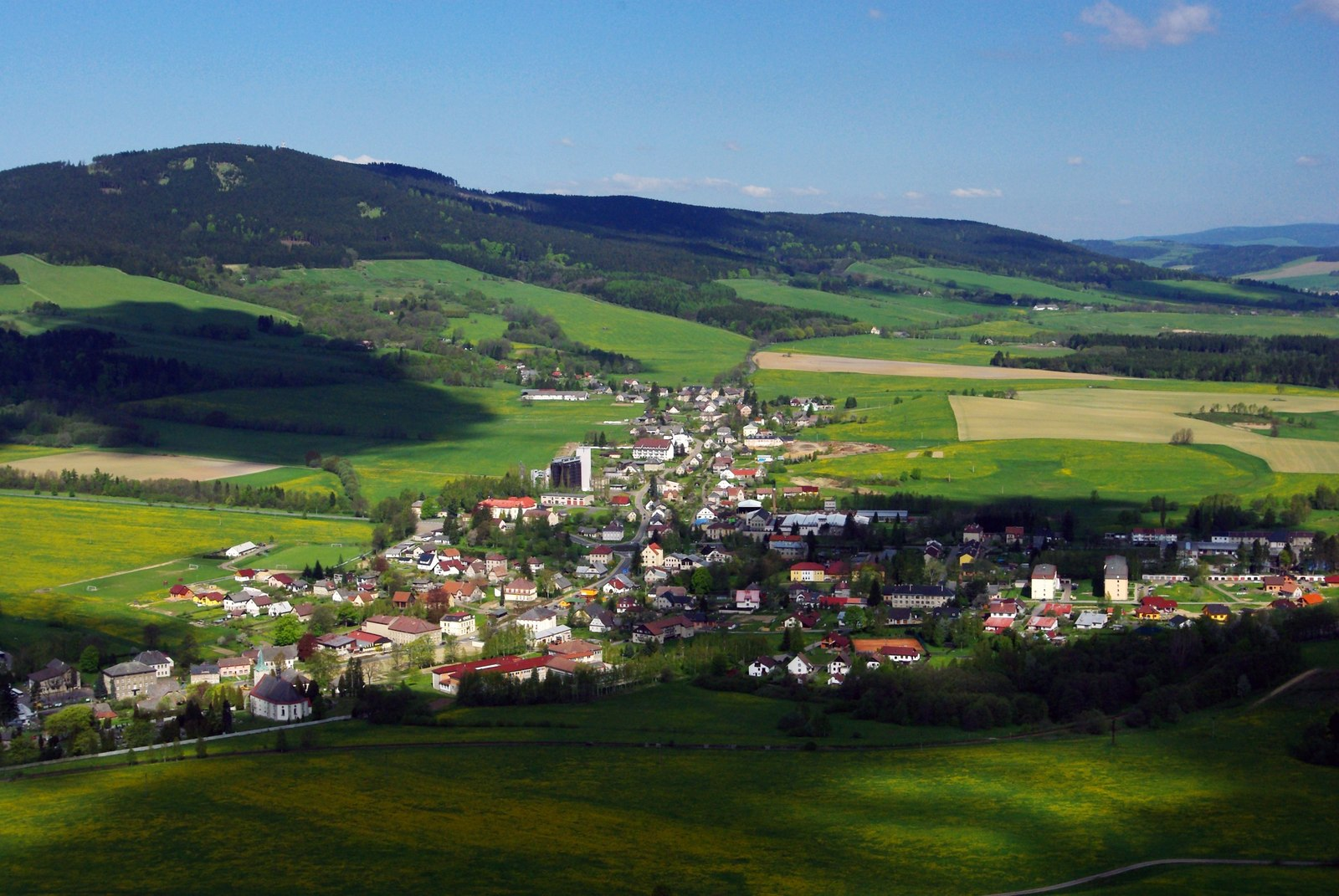
Luftaufnahme von Červená Voda

Červená Voda ist ein langgestrecktes Reihendorf im Tal des Bílá Voda, eines Zuflusses der Březná (Friese). Es befindet sich in der Grulicher Furche (Králická brázda) zwischen dem Adlergebirge und dem Hannsdorfer Bergland (Hanušovická vrchovina). Die Gemeinde liegt auf der europäischen Hauptwasserscheide zwischen Nordsee und Schwarzem Meer. Im Norden wird das Gebiet durch den Oberlauf der Stillen Adler in das Flusssystem der Elbe entwässert, während die Březná ihr Wasser über die March zur Donau führt.
Die Gemeinde Červená Voda liegt auf mährischem Gebiet an der alten Landesgrenze zu Böhmen, die Ortsteile Dolní und Horní Orlice gehörten früher zu Böhmen.
Nordöstlich erheben sich der Kamenáč (729 m) und der Jeřáb (1003 m), am östlichen Ortsrand liegt der Křížová hora (Kreuzberg, 735 m) an den sich im Südosten der Spálenisko (745 m) anschließt. Westlich erstreckt sich der zum Adlergebirge gehörige Kamm der Bukovohorská hornatina mit dem Suchý vrch (Dürrer Berg, 995 m) und dem Buková hora (958 m).
Durch Červená Voda führt die Staatsstraße Silnice I/11, die westlich des Dorfes in einem Sepertinenabschnitt unterhalb des Prostřední vrch (871 m) bei Orličky den Červenovodské sedlo (Rothwassersattel) überquert. Im Ort zweigt die Staatsstraße Silnice I/43 nach Králíky ab.
Nachbarorte sind Dolní Orlice im Norden, Šanov im Nordosten, Tři Dvory und Moravský Karlov im Osten, Písařov im Südosten, Mlýnice und Mlýnický Dvůr im Süden, Čenkovice im Südwesten, Orličky im Westen sowie Horní Boříkovice und Dolní Boříkovice im Nordwesten.

## Geschichte
Die Ortschaft Červená Voda (deutsch Mährisch Rothwasser) entstand im 14. Jahrhundert und wurde 1481 im Zuge des Verkaufs der Herrschaft Schildberg durch Albrecht den älteren von Sternberg als Malé Heroltice erstmals urkundlich erwähnt. Seit 1539 ist eine hölzerne Kirche nachweisbar. 1562 errichtete der Glasmacher Georg Schürer in Mlýnice eine Glashütte. 1596 erwarb Ladislav Velen von Zerotein die Herrschaft Schildberg zusammen mit dem nördlichen Teil der Herrschaft Hohenstadt. Er erteilte Georg Schürers Sohn Dominik Schürer von Waldheim das Privileg zur Errichtung einer Glashütte in Weißwasser (Bílá Voda). Schürer von Waldheim ließ in Mlýnice ein Schlösschen mit Hof und Brauerei anlegen. Nach der Schlacht am Weißen Berg verlor Ladislav Velen von Zerotein (tschechisch Žerotín) seine sämtlichen Güter.
Nachdem 1624 Karl Eusebius von Liechtenstein die Herrschaft Schildberg erworben hatte, schloss er diese an die Herrschaft Ruda nad Moravou an, wo er seinen Sitz nahm. 1833 entstand auf dem Kreuzberg ein hölzernes Wallfahrtskirchlein. 1846 erhielt der Ort Marktrechte.
Nach der Aufhebung der Patrimonialherrschaften kam Mährisch Rothwasser 1850 zum politischen Bezirk Hohenstadt und zum Gerichtsbezirk Schildberg. Bis ins 19. Jahrhundert lebten die Bewohner des Ortes vornehmlich von der Landwirtschaft, nach 1850 hielt die Textilfabrikation Einzug. 1875 nahm in Mährisch Rothwasser die erste Landbürgerschule Mährens den Unterricht auf. Mit der Fertigstellung der Lokalbahn Grulich-Mährisch Schildberg erhielt Mährisch Rothwasser 1899 einen Eisenbahnanschluss. Im Jahre 1910 gab es in Mährisch Rothwasser mehrere Baumwollspinnereien und insgesamt 44 Textilproduzenten. 1919 entstand eine tschechische Minderheitenschule, die 1938 geschlossen wurde. 1929 entstand eine altkatholische Kirche. 1930 lebten in der Marktgemeinde 2.526 Einwohner, 1939 waren es 2326. Nach dem Münchner Abkommen wurde Mährisch Rothwasser an das Deutsche Reich angeschlossen und gehörte von 1939 bis 1945 zum Landkreis Hohenstadt. Während des Zweiten Weltkrieges produzierte im Ortsteil Weißwasser (Bílá Voda) das „Friesewerk“, ein Tarnunternehmen der Telefunken Gesellschaft für drahtlose Telegraphie in Berlin, Bauteile für Funklenk- und Funkmesseinrichtungen für die Luftwaffe. 1944 entstand in Weißwasser ein Außenlager des KZ Groß-Rosen. Hier waren in Baracken mehrere hundert meist aus Ungarn stammende jüdische Frauen aus dem KZ Auschwitz untergebracht, die im Friesewerk arbeiteten. Anfang 1945 erhöhte sich die Zahl der KZ-Häftlinge bis auf etwa 650. Das Lager wurde bei der deutschen Kapitulation am 8. Mai 1945 befreit.
Zwischen dem 23. April und 25. Oktober 1946 wurde die deutsche Bevölkerung abgeschoben. In sieben Transporten wurden insgesamt 2.156 Menschen vertrieben, danach lebten noch 37 Deutsche in Červená Voda. Im Ort wurden mährische Tschechen aus der Gegend von Tišnov angesiedelt. Am Křížová hora entstand ein militärischer Übungsplatz der tschechoslowakischen Armee, den von 1969 bis 1990 die Sowjetische Armee nutzte. 1960 erfolgte der Abriss der verwüsteten Wallfahrtskirche.
Seit 1949 ist Šanov ein Ortsteil von Červená Voda. Im Zuge der Gebietsreform von 1960 wurden die bisher selbständigen Ortschaften Horní und Dolní Orlice, Bílá Voda, Moravský Karlov, Mlýnice und Mlýnický Dvůr eingemeindet und die ganze Gemeinde dem Okres Ústí nad Orlicí zugeordnet. Auf dem Křížová hora wurde 2006 ein Aussichtsturm eingeweiht.

## Ortsgliederung
Die Gemeinde Červená Voda besteht aus den Ortsteilen Bílá Voda (Weißwasser), Červená Voda (Mährisch Rothwasser), Dolní Orlice (Nieder Erlitz), Horní Orlice (Ober Erlitz), Mlýnice (Lenzdorf), Mlýnický Dvůr (Hoflenz), Moravský Karlov (Mährisch Karlsdorf) und Šanov (Schönau) sowie der Ansiedlung Tři Dvory (Dreihöfen).

## Sehenswürdigkeiten

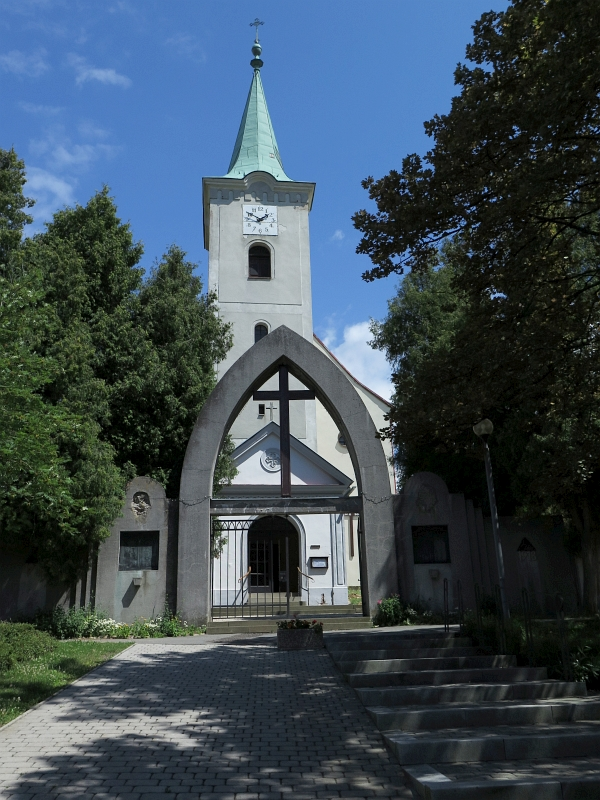
Kirche des Apostel Matthäus

- Kirche des Apostels Matthäus, erbaut 1686 anstelle eines Vorgängerbaus
- Pfarrhaus
- Dreifaltigkeitssäule, errichtet 1715 als Pestsäule
- Kapelle am Orlický les, geweiht 2006
- Aussichtsturm auf dem Křížová hora
- Bunkerlinien des Tschechoslowakischen Walls zwischen Šanov sowie Horní und Dolní Orlice
- Kirche Mariä Geburt in Mlýnický Dvůr, aus dem Jahre 1575
- Schlösschen der Schürer von Waldheim in Mlýnický Dvůr, aus dem 17. Jahrhundert
- Kirche St. Joseph in Moravský Karlov, erbaut 1792
- Kirchlein in Šanov
- Kapelle der Hl. Barbara in Horní Orlice

## Söhne und Töchter der Gemeinde
- Karl Adolf Mayer (1889–1957), österreichischer Schriftsteller und Ehrenbürger von Graz
- Manfred Buder (1936–2021), deutscher Eishockeyspieler
- Gerhard Schmied (1940–2020), deutscher Kultursoziologe
- Werner Strik (1930–2021), deutscher Arzt und Professor